# الکس بردلی (بازیکن فوتبال)
الکس بردلی (انگلیسی: Alex Bradley؛ زادهٔ ۲۷ ژانویهٔ ۱۹۹۹) بازیکن فوتبال اهل بریتانیا است.
از باشگاه‌هایی که در آن بازی کرده‌است می‌توان به باشگاه فوتبال وست برومویچ آلبیون اشاره کرد.
وی همچنین در تیم‌های ملی فوتبال Finland national under-17 football team و Finland national under-19 football team بازی کرده‌است.